# Wioślarstwo na Letnich Igrzyskach Olimpijskich 2020 – dwójka bez sternika mężczyzn
Rywalizacja w dwójce bez sternika mężczyzn w wioślarstwie na Letnich Igrzyskach Olimpijskich 2020 rozgrywana była między 24 a 25 lipca na Sea Forest Waterway.
Do zawodów zgłoszonych zostało 13 osad.

## Terminarz
Wszystkie godziny podane są w czasie brazylijskim (UTC+09:00).
| Data          | Godzina     |                 |
| Data          | UTC-03:00   |                 |
| ------------- | ----------- | --------------- |
| 24 lipca 2021 | 09:50       | Eliminacje      |
| 25 lipca 2021 | 09:40       | Repasaże        |
| 28 lipca 2021 | 12:00       | Półfinały       |
| 29 lipca 2021 | 08:30 09:18 | Finał B Finał A |

## Wyniki

### Eliminacje
Do półfinałów A/B awansowały trzy pierwsze osady z każdego biegu. Pozostałe osady wzięły udział w repasażach.
Bieg 1
| Pozycja | Tor | Zawodnik                                   | Reprezentacja     | Czas    | Uwagi |
| ------- | --- | ------------------------------------------ | ----------------- | ------- | ----- |
| 1.      | 4   | Marius-Vasile Cozmiuc Ciprian Tudosă       | Rumunia           | 6:33,86 | Q     |
| 2.      | 3   | Niki van Sprang Guillaume Krommenhoek      | Holandia          | 6:36,42 | Q     |
| 3.      | 2   | Martin Mačković Miloš Vasić                | Serbia            | 6:43,18 | Q     |
| 4.      | 5   | Jaime Canalejo Pazos Javier García Ordóñez | Hiszpania         | 6:53,33 |       |
| 5.      | 1   | Luc Daffarn Jake Green                     | Południowa Afryka | 7:04,03 |       |

Bieg 2
| Pozycja | Tor | Zawodnik                            | Reprezentacja | Czas    | Uwagi |
| ------- | --- | ----------------------------------- | ------------- | ------- | ----- |
| 1.      | 3   | Sam Hardy Joshua Hicks              | Australia     | 6:42,74 | Q     |
| 2.      | 2   | Giovanni Abagnale Marco Di Costanzo | Włochy        | 6:48,74 | Q     |
| 3.      | 1   | Brook Robertson Stephen Jones       | Nowa Zelandia | 6:56,53 | Q     |
| 4.      | 4   | Thibaud Turlan Guillaume Turlan     | Francja       | 7:09,79 |       |

Bieg 3
| Pozycja | Tor | Zawodnik                          | Reprezentacja | Czas    | Uwagi |
| ------- | --- | --------------------------------- | ------------- | ------- | ----- |
| 1.      |     | Martin Sinković Valent Sinković   | Chorwacja     | 6:32,41 | Q     |
| 2.      |     | Frederic Vystavel Joachim Sutton  | Dania         | 6:36,93 | Q     |
| 3.      |     | Kai Langerfeld Conlin McCabe      | Kanada        | 6:40,99 | Q     |
| 4.      |     | Dzmitryj Furman Siarhiej Waładźko | Białoruś      | 7:05,65 |       |

### Repasaże
Trzy pierwsze osady awansowały do półfinałów A/B. Pozostałe osady odpadły z rywalizacji.
Repasaż
| Pozycja | Tor | Zawodnik                                   | Reprezentacja     | Czas    | Uwagi |
| ------- | --- | ------------------------------------------ | ----------------- | ------- | ----- |
| 1.      | 2   | Jaime Canalejo Pazos Javier García Ordóñez | Hiszpania         | 6:47,06 | Q     |
| 2.      | 3   | Thibaud Turlan Guillaume Turlan            | Francja           | 6:49,19 | Q     |
| 3.      | 1   | Dzmitryj Furman Siarhiej Waładźko          | Białoruś          | 6:52,82 | Q     |
| 4.      | 4   | Luc Daffarn Jake Green                     | Południowa Afryka | 6:57,01 |       |

### Półfinały
Trzy pierwsze osady z każdego z półfinałów awansowały do finału A. Pozostałe osady awansowały do finału B.
Półfinał 1
| Pozycja | Tor | Zawodnik                                   | Reprezentacja | Czas    | Uwagi |
| ------- | --- | ------------------------------------------ | ------------- | ------- | ----- |
| 1.      | 4   | Marius-Vasile Cozmiuc Ciprian Tudosă       | Rumunia       | 6:13,51 |       |
| 2.      | 5   | Frederic Vystavel Joachim Sutton           | Dania         | 6:14,88 |       |
| 3.      | 6   | Jaime Canalejo Pazos Javier García Ordóñez | Hiszpania     | 6:16,25 |       |
| 4.      | 3   | Sam Hardy Joshua Hicks                     | Australia     | 6:19,30 |       |
| 5.      | 1   | Dzmitryj Furman Siarhiej Waładźko          | Białoruś      | 6:30,66 |       |
| 6.      | 2   | Brook Robertson Stephen Jones              | Nowa Zelandia | 6:41,46 |       |

Półfinał 2
| Pozycja | Tor | Zawodnik                              | Reprezentacja | Czas    | Uwagi |
| ------- | --- | ------------------------------------- | ------------- | ------- | ----- |
| 1.      | 4   | Martin Sinković Valent Sinković       | Chorwacja     | 6:15,63 |       |
| 2.      | 6   | Martin Mačković Miloš Vasić           | Serbia        | 6:17,47 |       |
| 3.      | 2   | Kai Langerfeld Conlin McCabe          | Kanada        | 6:19,15 |       |
| 4.      | 3   | Niki van Sprang Guillaume Krommenhoek | Holandia      | 6:19,57 |       |
| 5.      | 5   | Giovanni Abagnale Marco Di Costanzo   | Włochy        | 6:20,29 |       |
| 6.      | 1   | Thibaud Turlan Guillaume Turlan       | Francja       | 6:52,24 |       |

### Finały
Finał B
| Pozycja | Tor | Zawodnik                              | Reprezentacja | Czas    | Uwagi |
| ------- | --- | ------------------------------------- | ------------- | ------- | ----- |
| 1.      | 4   | Niki van Sprang Guillaume Krommenhoek | Holandia      | 6:22,75 |       |
| 2.      | 5   | Dzmitryj Furman Siarhiej Waładźko     | Białoruś      | 6:25,88 |       |
| 3.      | 6   | Thibaud Turlan Guillaume Turlan       | Francja       | 6:28,01 |       |
| 4.      | 3   | Sam Hardy Joshua Hicks                | Australia     | 6:30,20 |       |
| 5.      | 2   | Giovanni Abagnale Marco Di Costanzo   | Włochy        | 6:31,43 |       |
| 6.      | 1   | Brook Robertson Stephen Jones         | Nowa Zelandia | 6:38,30 |       |

Finał A
| Pozycja | Tor | Zawodnik                                   | Reprezentacja | Czas    | Uwagi |
| ------- | --- | ------------------------------------------ | ------------- | ------- | ----- |
| złoto   | 3   | Martin Sinković Valent Sinković            | Chorwacja     | 6:15,29 |       |
| srebro  | 4   | Marius-Vasile Cozmiuc Ciprian Tudosă       | Rumunia       | 6:16,58 |       |
| brąz    | 5   | Frederic Vystavel Joachim Sutton           | Dania         | 6:19,88 |       |
| 4.      | 1   | Kai Langerfeld Conlin McCabe               | Kanada        | 6:20,43 |       |
| 5.      | 2   | Martin Mačković Miloš Vasić                | Serbia        | 6:22,34 |       |
| 6.      | 6   | Jaime Canalejo Pazos Javier García Ordóñez | Hiszpania     | 6:25,25 |       |